# Kristijan Ipša
Kristijan Ipša (né le 4 avril 1986 à Poreč) est un footballeur croate d'origine slovène, qui joue comme défenseur central.

## Palmarès
Vierge